# Глава Республики Бурятия
Глава́ Буря́тии (с 1994 по 2012 год — Президе́нт Буря́тии) (бур. Буряад Уласай Толгойлогшо) — высшая государственная должность в Республике Бурятия. Введена в 1994 году после прекращения деятельности Верховного Совета Республики Бурятия. Избирается на пять лет.

## Полномочия
Глава Республики Бурятия:
- формирует и возглавляет Правительство Республики Бурятия;
- осуществляет внутреннюю политику Республики Бурятия, а также внешнеэкономическую деятельность;
- наделяет полномочиями представителя в Совет Федерации от Правительства Республики;
- представляет на рассмотрение Народного Хурала кандидатуры на должности Председателя и судей Конституционного Суда Республики Бурятия;
- выступает с ежегодными Посланиями к народу Бурятии и Народному Хуралу Республики Бурятия;
- приостанавливает действие нормативных и законодательных актов Республики Бурятия, противоречащих Конституции Российской Федерации;
- обеспечивает координацию деятельности государственных органов исполнительной власти Республики Бурятия с иными государственными органами Республики Бурятия;
- обеспечивает взаимодействие представителей Главы Республики Бурятия и Правительства Республики Бурятия в иностранных государствах;
- принимает решение о досрочном прекращении деятельности Народного Хурала и назначении внеочередных выборов в парламент Республики;
- представляет систему органов исполнительной власти Республики Бурятия;
- отрешает от должности глав муниципальных образований Республики Бурятия;
- награждает государственными наградами и почётными званиями Республики Бурятия, представляет к награждению государственными наградами и почётными званиями Российской Федерации;
- утверждает структуру системы исполнительных органов государственной власти Республики Бурятия в соответствии с Конституцией Республики Бурятия.

26 апреля 2011 года Народный Хурал (парламент) Бурятии внёс изменения в Конституцию Республики, переименовав высшую должность Президента в Главу Республики.

## Список руководителей Республики Бурятия
| N                             | Руководитель                     | Пребывание в должности | Пребывание в должности | Фото |
| N                             | Руководитель                     | Начало руководства     | Конец руководства      | Фото |
| Президенты Республики Бурятия |                                  |                        |                        | Фото |
| 1                             | Леонид Васильевич Потапов        | 8 июля 1994            | 10 июля 2007           |      |
| 2                             | Вячеслав Владимирович Наговицын  | 10 июля 2007           | 11 мая 2012            |      |
| Главы Республики Бурятия      |                                  |                        |                        |      |
| 2                             | Вячеслав Владимирович Наговицын  | 12 мая 2012            | 7 февраля 2017         |      |
| -                             | Алексей Самбуевич Цыденов (врио) | 7 февраля 2017         | 10 сентября 2017       |      |
| 3                             | Алексей Самбуевич Цыденов        | 11 сентября 2017       | настоящее время        |      |